# タジキスタン関係記事の一覧

タジキスタン関係記事の一覧（タジキスタンかんけいきじのいちらん）
タジキスタンに関係する記事を一覧する。

## 一般
タジキスタンの国章 - タジキスタンの国旗 - タジキスタンの国歌 - タジキスタン共和国憲法

## 地理
タジキスタンの湖沼一覧 -  タジキスタンの山一覧 - シルダリヤ川 - ファルハドダム - ヌレークダム - 自然改造計画 - パンジ川 - スルハンダリヤ川 - アムダリヤ川 - ヴァフシュ川 - ザラフシャン川 - バルタング川 - アンザブトンネル - ファン山地 - ガルモ山 - 独立峰 (タジキスタン) - イメアン山 - レーニン峰 - カラクル湖 (タジキスタン) - マヤコフスキー峰 - モスクワ峰 - パミール高原 - サレズ湖 - ヤグノビ渓谷 - ザラフシャン山地 - ゾルクル - ラシュト渓谷 - ヴァフエ峡谷 - ギッサール盆地 - タジキスタンの地質 - イアロバチスク累層 - ザルブズ累層 - ダブラジン累層 - クギタン累層 - シラバード累層 - マディゲン累層 - ルチャク累層

## 地方行政区画
ソグド州 - ハトロン州 - ゴルノ・バダフシャン自治州 - 共和国直轄地

## 都市
ホジェンド - ボクタール - ドゥシャンベ - ホログ - イスファラ - ヴォルフ - ガルム - ギッサール - クリャーブ - トゥルスンゾダ - ヌレーク - パンジケント - ムルガブ - イスタラフシャン

## 歴史
アジアの歴史 - サカ - マッサゲタイ -  ソグディアナ - バクトリア - グレコ・バクトリア王国 - パルティア - クシャーナ朝 - エフタル - 突厥 - カルルク - サーマーン朝 - カラ・ハン朝 - セルジューク朝 - ホラズム・シャー朝 - モンゴル帝国 - チンギス・カンの西征 - ジョチ・ウルス - チャガタイ・ハン国 - ティムール - ティムール朝 - シャイバーニー朝 - ブハラ・ハン国  - ヒヴァ・ハン国 - コーカンド・ハン国 - トルキスタン - トルキスタン総督府 - グレート・ゲーム - バスマチ蜂起 - ハイト地震 - ソビエト中央アジア - トルキスタン自治ソビエト社会主義共和国 - タジク自治ソビエト社会主義共和国 - タジク・ソビエト社会主義共和国 - ソビエト連邦の歴史 - NIS諸国 - 独立国家共同体 - イスマーイール・サーマーニー - サーマーン・フダー - 2021年ラシュト地震

## 民族
タジク人 - パミール人 - ヤグノビ人 - ワヒー人 - テュルク系民族 - ウズベク人 - ロシア人 - 高麗人

## 言語
ロシア語 - タジク語 - パミール語 - ソグド語 - ヤグノビ語 - ワヒー語 - ヴァンジ語 - テュルク諸語 - ウズベク語 - ウイグル語 - アラビア語中央アジア方言

## 法律
タジキスタン共和国憲法 - タジキスタンにおける人権 - タジキスタンにおけるLGBTの権利 - タジキスタン共和国最高裁判所 - タジキスタンの著作権法 - タジキスタンにおける汚職

## 政治・外交
タジキスタンの国際関係 - 集団安全保障条約 - タジキスタンの査証政策 - 在タジキスタン外国公館の一覧 - タジキスタンの在外公館の一覧 - タジキスタンの政党 - タジキスタンの大統領 - タジキスタンのファーストレディ - タジキスタンの首相 - タジキスタン保安庁 - 国民議会 - タジキスタン共産党 - タジキスタン人民民主党 - タジキスタン・イスラム復興党 - タジキスタンの選挙

## 著名人（政治家含む）
- タジキスタン出身の人物については中央アジア出身者の一覧を参照。

エモマリ・ラフモン - アジィズモ・アサドゥルラエウァ - アキル・アキロフ - ボボジャン・ガフーロフ - ユーリ・マスリュコフ - ミルゾ・トゥルスンゾダ - サイイド・アブドゥッラー・ヌーリー

## 宗教
タジキスタンの仏教 - タジキスタンのキリスト教 - タジキスタンのカトリック - タジキスタンのプロテスタント - タジキスタンのヒンドゥー教 - タジキスタンのイスラム教 - タジキスタンのユダヤ教 - ブハラ・ユダヤ人 - ドゥシャンベ・シナゴーグ - タジキスタンの信教の自由 - ジャラール・ウッディーン・ルーミー

## 文化
イブン・スィーナー - サドリディン・アイニー - ルーダキー - アボルカーシム・ラフーティー - タジキスタンの映画 - タジキスタン料理 - アイラン - サマヌー - タジキスタンの世界遺産 - タジキスタンのメディア - タジキスタンの音楽 - タジキスタンの祝日 - タジク・ソビエト社会主義共和国の国歌 - ドンブラ - ペルシア文学 - タジキスタンの新聞一覧 - タジクフィルム

## スポーツ
イスティクロル・ドゥシャンベ - タジキスタンのラグビー - タジキスタンスカウト協会 - 野球タジキスタン代表 - タジキスタンサッカー連盟 - サッカータジキスタン代表 - タジキスタンフットサルリーグ - フットサルタジキスタン代表 - タジク・リーグ - バスケットボールタジキスタン代表 - オリンピックのタジキスタン選手団

## 軍事
タジキスタン内戦

## 経済・インフラ
タジキスタンの農業 - タジキスタンの電気通信 - タジキスタンの人口統計 - タジキスタンの空港の一覧 - タジキスタン航空 - タジキスタンの企業一覧 - タジキスタン共和国中央銀行 - タジキスタン鉄道 - タジキスタンの交通 - タジキスタンの観光 - ソモニ

## その他関連用語
- 「中央アジア+日本」対話
- 中央アジア協力機構
- 中央アジア競技大会
- 中央アジア競技連盟
- 中央アジアサッカー協会
- 中央アジアの美術
- 中央アジア非核兵器地帯条約
- 中央アジア連合